# Passova polemon
Espèce
Passova polemon est une espèce de lépidoptères de la famille des Hesperiidae, de la sous-famille des Pyrginae et de la tribu des Pyrrhopygini.

## Dénomination
Passova polemon a été nommé par Carl Heinrich Hopffer en 1874 sous le nom initial de Pyrrhopyga polemon.

### Nom vernaculaire
Passova polemon se nomme Polemon Firetip en anglais.

## Description
Passova polemon est un papillon au corps trapu marron à reflets bleutés à extrémité de l'abdomen orange et tête rouge. Les ailes sont de couleur marron à reflets bleu vert.
Le revers est semblable.

## Écologie et distribution
Passova polemon est présent au Brésil.

### Protection
Pas de statut de protection particulier.